# Dipple (Moray)
Pour les articles homonymes, voir Dipple.
Dipple est une localité de Moray, en Écosse.
C'est une paroisse de Speymouth